# Place Daniel-Iffla-Osiris
La place Daniel-Iffla-Osiris est une voie située dans le 9e arrondissement de Paris, en France.

## Situation et accès

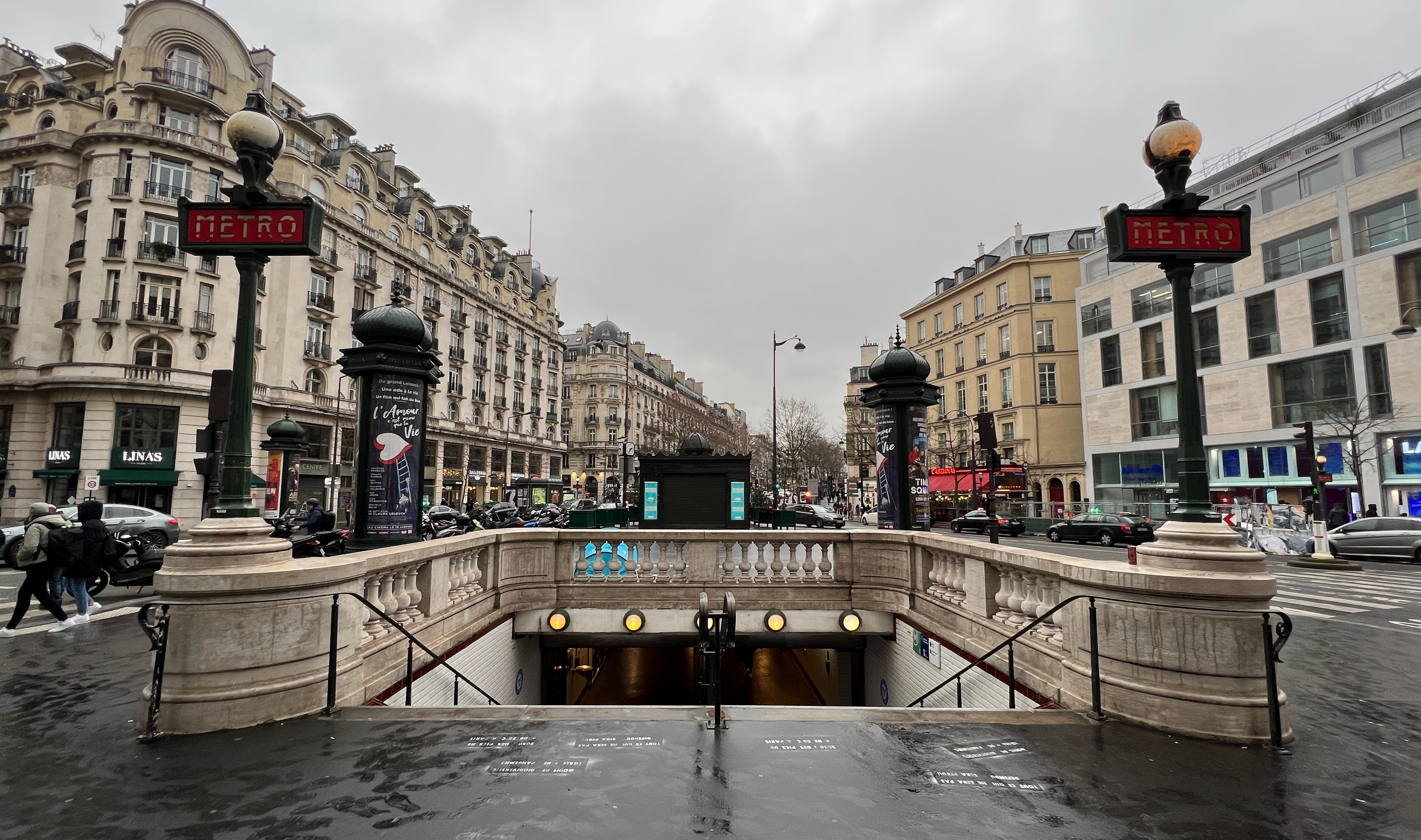
Accès principal de la station Richelieu - Drouot sur la place.

La place se situe à l'intersection du boulevard Haussmann et du boulevard des Italiens dans le 9e arrondissement de Paris.
Elle est accessible par les lignes 8 et 9 à la station Richelieu - Drouot dont l'accès principal est situé sur la place.

## Origine du nom
La place porte le nom du mécène et philanthrophe Daniel Iffla, dit Osiris.